# 网络外部性

以電話的使用數量展示網路外部性對效益的影響。

网络外部性（network externality），又称网络效应（network effect）或需求方规模经济（demand-side economies of scale），指在经济学或商业中，消费者选用某項商品或服务，其所获得的效用與「使用该商品或服务的其他用户人数」具有相關性時，此商品或服務即被稱為具有網路外部性。 最常見的例子是電話或社群網路服務：採用某一種社交媒體的用戶人數越多，每一位用戶獲得越高的使用价值。
這個概念在罗伯特·梅特卡夫宣揚之下而廣為人知。 梅特卡夫定律指出：一個網路的價值與聯網的用戶數的平方成正比，也就是每位用戶所獲得的效益並非常數，而是大約隨著網路用戶總人數成線性成長。
當網路外部性以負面呈現時，通常不用這個名詞，而改以網路塞車之類的名詞稱之。 在這樣的情況下，網路用戶總人數越多，每位用戶所獲得的效益則越低，也就是網路整體總的價值以低於線性的速率隨著用戶人數成長，甚或呈負成長。

## 典型例子
- 電話
- 传真机
- 储备货币
- 即时通讯软件
- 社交网络服务（SNS）
- 軌距